# Pasar Padang Ulak Tanding
Pasar Padang Ulak Tanding is een bestuurslaag in het regentschap Rejang Lebong van de provincie Bengkulu, Indonesië. Pasar Padang Ulak Tanding telt 1800 inwoners (volkstelling 2010).